# سهره زمینی نوک‌تیز
سهره زمینی نوک‌تیز (نام علمی: Geospiza difficilis) نام یک گونه از سرده سهره‌های زمینی است.